# Skarvsnes
Skarvsnes är en platå i Antarktis. Den ligger i Östantarktis. Norge gör anspråk på området.